# Lavarone
Lavarone (Lavarón in dialetto lavaronese, Lafraun in tedesco, desueto) è un comune italiano sparso di 1 197 abitanti della provincia autonoma di Trento. Esso fa parte della comunità di valle 12, la Magnifica Comunità degli Altipiani cimbri, la cui sede municipale si trova nella frazione Gionghi. Il comune di Lavarone è storicamente gemellato con il comune austriaco di Braunau am Inn e con il comune italiano di Prato.

## Geografia fisica
Il comune di Lavarone è situato sull'omonimo altopiano, nella Provincia di Trento a circa 1 200 metri di altitudine.
Confina con altri tre comuni (Caldonazzo, Folgaria, Luserna) e a sud con la provincia di Vicenza. Nel territorio si trovano 19 diverse località e fa parte della Magnifica Comunità degli Altipiani cimbri.

### Lago di Lavarone
Nel territorio comunale è presente un piccolo lago attorno al quale Sigmund Freud spesso andava a passeggio nel periodo in cui ha trascorso sue vacanze a Lavarone nel 1904, 1906, 1907 e 1923. D'estate è balneabile e durante l'inverno è possibile praticarvi il pattinaggio su ghiaccio. Inoltre sempre durante l'inverno è sede di uno stage per l'apprendimento della tecnica di salvataggio sotto il ghiaccio e questo si tiene dal 1985 organizzato dall'ANIS (Associazione nazionale istruttori subacquei).

## Origini del nome
Sul nome di Lavarone corrono diverse ipotesi. Alcune sostengono un'origine più antica delle immigrazioni cimbre del XII secolo. Secondo alcuni è di derivazione origine romanza, o anche pre-romana, derivante probabilmente da làvara, pietra piatta, lastrone. 
Altri studi fanno risalire Lavarone alla radice latina medievale fossa luparia da cui lovèra e lovàra.  Starebbe a significare fossa scavata per catturare i lupi. Altrettanto probabili sono le ipotesi che l'etimologia derivi da lappa, termine latino per lappola, cioè il luogo dove crescono le lappole, oppure dalla radice celtica lab, rab, da cui i termini latini labi, labare, labescere, labefactare, labium, nel senso di paese modulato dalle acque che erodono il suolo.
Esiste una teoria annotata da Aldo Gorfer nell'opera Le Valli del Trentino che il nome Lavarone sia una alterazione romanza del termine Liebefrau derivante dalla leggenda sulla nascita del Lago adiacente, connesso alla figura di uno spirito femminile e poi trasformato in cimbro La-vrou / La-fraun. 
Ugualmente legata alla connotazione cimbra la derivazione da laba, piccolo lago, voce quest'ultima presente nella lingua cimbra, che comporterebbe un'adozione piuttosto tarda del nome. I toponimi di Lavarone di origine cimbra sono spesso accanto ad altri di ascendenza latina, probabilmente assegnati dalle autorità ecclesiastiche, dal momento che fino al XII secolo la zona era pressoché disabitata e priva di insediamenti.

## Storia
Le prime testimonianze dell'antropizzazione della zona sono costituite da antichi forni fusori e alcuni antichi depositi di scorie nei pressi della località Millegrobbe.
Vi sono ipotesi risalenti al XIX secolo a.C., non confermate da scavi sistematici, riguardo all'esistenza di un castelliere preistorico sul rilievo di Chiesa.
La prima testimonianza documentale di Lavarone risale al 1184: un documento pontificio con il quale papa Lucio III pone sotto la propria protezione i beni temporali posseduti dal vescovo di Feltre. Un'altra non verificata ipotesi verosimile riguarda la presenza di pista che metteva in comunicazione l'altipiano con l'attuale territorio vicentino.
Dal I secolo a.C. il Trentino fu occupato da Galli, Reti, Romani, Franchi e Longobardi finché nel 774, sotto il governo di Carlo Magno, divenne marca di confine del Sacro Romano Impero della Nazione Germanica. Le uniche testimonianze dell'epoca riguardano il ritrovamento di alcune monete romane nel Covelo di Rio Malo e di monete e di un paio di orecchini risalenti all'epoca longobarda. Questi reperti fanno presupporre la frequentazioni di tali popolazioni anche se non si hanno evidenze se si trattasse o meno di stanziamenti umani stabili.
Tra il 917 e il 921, l'imperatore Berengario donò al vescovo di Padova Sibicone il territorio compreso fra l'Astico e il Brenta, del quale Lavarone fece parte. Successivamente, dall'XI secolo, fece parte anche del principato vescovile di Trento assoggettandolo non al vescovo di Trento, bensì, a quello di Feltre, alla cui diocesi Lavarone appartenne fino al 1786.
Tra il XII e il XIII secolo arrivarono, delle Prealpi vicentine, i primi coloni bavaresi. Questa comunità sembra fosse prevalentemente concentrata nella frazione di Chiesa.
Questi coloni erano stati chiamati dai nobili e dai principi vescovi trentini, tra cui Federico Vanga, vescovo di Trento, non solo per abitare e dissodare le terre in questa parte marginale del principato trentino, ma anche per difendere e controllare il territorio. Questa popolazione era impiegata principalmente nella produzione di carbone e nel taglio della legna e abitava in masi sparsi, dando origine alla particolare disposizione urbanistica che caratterizza ancora oggi l'altopiano. Spingendosi verso sud tra il X e l'XI secolo, diedero vita alle isole linguistiche dei tredici comuni della Lessinia e dei sette comuni vicentini.

### La colonizzazione Cimbra
I coloni cimbri, discendenti da quelli bavaresi, si fusero con la popolazione locale latina preesistente, perdendo nel corso del tempo l'uso della lingua madre a seguito anche all'influenza del clero e ai continui contatti economici, sociali e umani con le zone limitrofe italiane. I toponimi di numerose località sono testimonianza del dialetto tedesco che si parlava anche qui. La stessa Luserna nacque come luogo d'alpeggio dei lavaronensi, alcuni dei quali vi si insediarono fondando i masi Nicolussi, Gasperi e Osele, portando con sè la loro lingua originaria cimbra che solamente a Luserna è resistita. Quest'ultimo maso venne poi dismesso, con la famiglia originaria tornata a Lavarone. 
Lo storico linguistica Johann Andreas Schmeller arrivò intorno alla metà dell'Ottocento, a Lavarone per raccogliere le ultime tracce linguistiche cimbre ancora esistenti, registrando l'ultima parlante una donna proveniente dalla frazione Piccoli.

### Le questioni territoriali
Nel corso del XVII e XVIII secolo sono presenti contese confinarie con le comunità limitrofe. Tra queste, quella contro Caldonazzo per il possesso di Monte Rovere e quelle contro la Magnifica Vicinia di Luserna, che nel 1710 fu aggregata a Lavarone. 
Nei primi mesi del 1780 venne trovato un accordo preliminare con quest'ultima che prevedeva l'assegnazione ufficiale dell'intera piana di Millegrobbe alla Magnifica Vicinia di Luserna ma l'accordo saltò a causa di una rivalsa da parte dei lusernesi.
Dopo diverse dispute giuridiche si trovò l'accordo con la famiglia dei conti tirolesi di Caldonazzo Trapp-Matsch ed il 4 agosto del 1780 venne sancito tra le due comunità con la rinuncia da parte dei lusernesi di 2/3 della piana di Millegrobbe e la separazione definitiva delle due comunità.
Dopo il Congresso di Vienna, il Principato Vescovile di Trento venne ripristinato all'impero asburgico quale parte integrante della provincia meridionale della Contea del Tirolo e Lavarone torno quale possedimento dei conti Trapp-Matsch per poi venire riorganizzato all'interno del Giudizio Distrettuale di Levico appartenente al Capitanato distrettuale di Borgo Valsugana.

### La prima guerra mondiale
La posizione di frontiera e l'eventualità di una guerra, fece sì che il territorio venisse trasformato dal genio militare austriaco in una piazzaforte circondato da numerose fortezze (Forte Belvedere Gschwent, Forte Campo Luserna, Forte Verle, Forte Vezzena) comunicanti con le vicine fortificazioni di Folgaria (Forte Dosso del Sommo, Forte Sommo Alto, Forte Cherle). Inoltre venne costruito un osservatorio militare situato sul Monte Rust e un comando mimetizzato nei pressi della vicina località di Virti.
Dal punto di vista storico, la testimonianza più importante attualmente presente sul territorio è Forte Belvedere Gschwent, una fortezza austro-ungarica perfettamente conservata e oggi adibita a museo della prima guerra mondiale.
All'entrata in guerra dell'Italia, Lavarone si trovò lungo la prima linea del fronte e la popolazione venne concentrata nelle località di Gionghi, Bertoldi e Slaghenaufi. Il 31 maggio 1915 al paese fu intimato l'ordine di evacuazione. I profughi vennero portati prima nel paese di Altschwendt, poi nel campo di Braunau am Inn, nell'Alta Austria e rientrarono solo dopo la fine del conflitto, il 17 dicembre 1918, che vide il territorio essere annesso al regno d'Italia.
La guerra danneggiò pesantemente i villaggi e gli antichi masi dell'altopiano e causò, solo a Lavarone, 188 morti.

### Simboli
Lo stemma è stato riconosciuto con decreto del Capo del Governo del 19 maggio 1930.
Il gonfalone in uso è un drappo cadente partito di bianco e di rosso, con al centro lo stemma comunale munito dei suoi ornamenti, sotto la dicitura d'argento "Comune di Lavarone".

## Monumenti e luoghi d'interesse
- in località Malga Laghetto si trovava un abete bianco centenario, chiamato Avez del Prinzipe, tra i più grandi d'Europa

### Architetture religiose
- Chiesa di San Floriano, parrocchiale nella frazione Chiesa
- Chiesa di Santa Maria Assunta, parrocchiale nella frazione Cappella
- Chiesa della Madonna della Salette, nella frazione Piccoli
- Chiesa della Madonna Pellegrina[10], nella frazione Slaghenaufi

## Società

### Evoluzione demografica
Abitanti censiti

### Ripartizione linguistica
Nonostante la lingua cimbra/slambrot a Lavarone sia scomparsa dalla metà del XIX sec. la sua popolazione, secondo il censimento del 2021, è per il 96,2% di lingua italiana e per il 3,8% di lingua cimbra.

## Economia
L'economia del comune si basa principalmente sul turismo estivo ed invernale. Il territorio comunale ha una ricettività di circa 10 000 posti letto tra hotel (da 2 a 4 stelle), 2 residence, 2 campeggi e appartamenti privati.
Altra voce importante nell'economia lavaronese è l'agricoltura, in particolare la produzione casearia che ha come punto di forza il formaggio D.O.P. Vezzena.
Anche per quello che riguarda il numero di addetti per attività economica, la vocazione turistica rimane prevalente: oltre il 32% degli addetti nelle attività economiche lavora in alberghi e pubblici esercizi, mentre l'agricoltura occupa soltanto 1,5% di addetti. Segue il dettaglio con l'indicazione tra parentesi del numero di unità locali di impresa a cui si riferiscono gli occupati.
- 108 (23,33%) in alberghi e pubblici esercizi (53)
- 71 (21,26%) nel commercio e riparazioni (38)
- 56 (16,77%) nelle costruzioni (28)
- 27  (8,08%) nell'industria manifatturiera (14)
- 16  (4,79%) in trasporti e comunicazioni (8)
- 7  (2,10%) in credito e assicurazioni (3)
- 5  (1,50%) nella pesca ed agricoltura (3)
- 2  (0,60%) nell'energia, gas e acqua (1)
- nessun addetto nell'industria estrattiva (0)
- 42  (12,57%) in altri servizi (31).

Le istituzioni pubbliche occupano 59 addetti nelle complessive 10 unità locali presenti. Nel dettaglio, 53 addetti (89,83%) lavorano presso enti locali e il resto presso enti sanitari (2 unità) o altre istituzioni (4 unità).
Il settore no-profit occupa solo 3 addetti nelle 13 unità locali presenti sul territorio.
Per quello che riguarda le dimensioni delle imprese, prevalgono le realtà molto piccole con l'assenza di imprese medie e grandi (da 10 addetti in su). Segue il dettaglio del numero di imprese per numero di addetti.
- 87 con 1 addetto
- 40 con 2 addetti
- 26 da 3 a 5 addetti
- 9 da 6 a 9 addetti
- nessuna impresa oltre i 10 addetti.[14]

## Sport
Sono presenti infrastrutture sportive inerenti soprattutto attività all'aria aperta sia nel periodo estivo che in quello invernale.

### Sport estivi
Lungo la linea dei forti della Grande Guerra sono presenti itinerari da trekking e mountain biking (cross country). In particolare, per questa disciplina sono presenti percorsi attrezzati quali Fortezze Bike Tour e i 100 Km dei Forti.
Per il nordic walking, nel 2006 è stato inaugurato il Nordic Walking Park con 17 percorsi di varia difficoltà.

#### Downhill
Nella frazione Bertoldi si trova un bike park con quattro piste di diversa difficoltà: una di difficoltà bassa (azzurra), una di difficoltà media (rossa) e due di difficoltà alta (nera e gialla). Il bike park sfrutta l'impianto di risalita del monte Tablàt.

### Sport invernali

#### Sci alpino e snowboard
Lo Ski Center Lavarone è un comprensorio sciistico che spazia da Lavarone all'Alpe di Vezzena.
La frazione Bertoldi costituisce l'accesso principale al carosello di sci alpino.
In complesso sono presenti 27 piste così divise per difficoltà: 1 di difficoltà alta (nera), 3 di difficoltà media (rossa) e 23 di difficoltà facile e campi scuola (blu).
Per lo snowboard è presente uno snow park, denominato Prinze Park della lunghezza di circa 1000 metri servito dalla seggiovia Sonneck.
Inoltre sono presenti anche una pista per slittini e una per gommoni serviti rispettivamente da una slittinovia e da un marciapiede mobile utilizzato anche per il campo scuola.
Complessivamente gli impianti di risalita per lo sci e lo snowboard sono complessivamente 15: 5 tapis roulant, 6 seggiovie, 3 skilift e 1 slittonovia.

#### Sci di fondo
Il Centro Fondo Millegrobbe è un comprensorio per lo sci di fondo, collegato con il Centro Fondo di Campolongo è costituito da 18 km di piste facili raggiungibili da Passo Vezzena e 21 km di piste più impegnative raggiungibili da Malga Millegrobbe.
Nel centro fondo avviene annualmente una competizione internazionale di sci di fondo: la Millegrobbe.
Inoltre, vengono tracciati due percorsi di 4 e 8 km per ciaspole e nordic walking.